# ARMAT
Derivato francese del Martel, l'ARMAT (Anti-Radar Matra) è un'arma antiradar moderna e potente, con una massa di circa 600 kg e gittata di circa 120 km. Ha un motore a razzo, anche se migliorato rispetto a quello originario, per un migliore raggio di azione.